# Mária Kišonová-Hubová

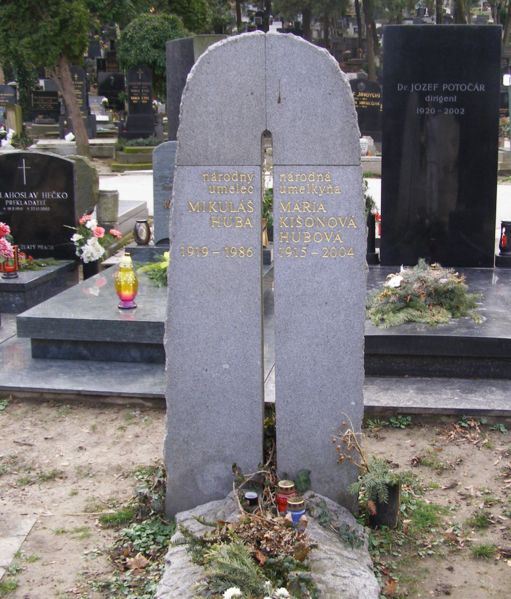
La tomba presso il cimitero di Slávičie údolie a Bratislava, opera dello scultore Marián Huba.

Mária Kišonová-Hubová (Láb, 17 marzo 1915 – Bratislava, 11 agosto 2004) è stata un soprano slovacco.

## Biografia
Era moglie dell'attore Mikuláš Huba e madre di Martin Huba, attore e regista.
Per quarant'anni (1938–1978) fu soprano solista all'Opera del Teatro Nazionale Slovacco di Bratislava. Fu professoressa all'Alta scuola di arti musicali. Interpretò soprattutto i ruoli operistici nelle opere di Giacomo Puccini, Wolfgang Amadeus Mozart, Giuseppe Verdi, ma anche del repertorio slavo e dell'opera del XX secolo. Si dedicò anche all'attività concertistica.

## Riconoscimenti
Nel 1968 lo Stato le conferì il titolo di Artista nazionale.